# Джефф Флейк
Дже́ффрі «Джефф» Флейк (англ. Jeffrey «Jeff» Flake; нар. 31 грудня 1962, Сноуфлейк, Аризона) — американський політик з Республіканської партії. Член Сенату США від Аризони з 2013 по 2018 роки.
Флейк був місіонером для Церкви Ісуса Христа Святих останніх днів на початку 1980-х років у Південній Африці. У 1986 році він закінчив Університет Бригам Янг, у 1987 році здобув ступінь магістра в тому ж університеті.
Обраний до Палати представників США на проміжних виборах у 2000 році, переобрався п'ять разів.